# シンデレラ (お笑いコンビ)
シンデレラは、かつてプロダクション人力舎で活動していたお笑いコンビ。2013年4月19日解散。

## メンバー
畠山 健（はたけやま たけし、1982年6月18日 - ）（42歳）
東京都八王子市出身。
身長174cm、体重61kg、血液型はA型。
東京経済大学経済学部卒業。
日本漢字能力検定1級、世界遺産検定マイスター、知識検定1級、MENSA会員。
ツッコミ担当。立ち位置は向かって左。
趣味は筋トレ。学生時代から1日700回（ピーク時は2000回を超えていた）の腕立てなどの筋トレを続けている。
解散後は引き続きプロダクション人力舎に残り、ピン芸人「畠山」として活動。
2017年10月26日から、｢畠山健（はたけやまたけし）」と「畠山検定（はたけやまけんてい）」の2つの名義で活動をしている。

茂木 亮人（もぎ りょうと、1981年6月29日 - ）（43歳）
神奈川県横浜市出身。
身長175cm、体重55kg、血液型はO型。
東海大学卒業。
特技はジャグリング。
ボケ担当。立ち位置は向かって右。
趣味は映画鑑賞、読書。SF作品を好む。
コンビ解散後をもって芸人を引退した。

## 略歴・芸風
- 共にスクールJCA14期生[2]。コンビ名の由来は、名前に「し」と「ん」が入っていると売れるというジンクスから。他候補に「新幹線」など。
- ネタは漫才のみ。昭和風味の正統派漫才で、｢もぎたての茂木です」｢フレッシュ！」というつかみがある[1]。
- ネタは2人で作っているが、畠山の比重が比較的大きいらしい。
- 尊敬する先輩芸人はアンタッチャブル。
- コンビ仲は畠山曰く「不即不離の関係｣。
- 2009年2月2日放送の『クイズプレゼンバラエティー Qさま!!』内コーナー「スピード漢字バトル・漢字王やくみつる50人抜き」にて、オーディションで出演権を獲得し38人目の挑戦者として登場した畠山がやくみつるの連勝を阻止。更に同年5月18日放送の「漢字王やくみつるがスピード漢字 バトルで50人抜きリベンジSP」で行われた同様の企画でも後半の挑戦者として登場し、再びやくみつるを破った。当時無敗を誇っていたことから、番組内でも破格の扱いを受けていたやくみつるをノーマークの新人が実力で破ったという大番狂わせは大きな驚きをもって迎えられ、それ以来畠山は同番組を代表としてクイズ番組に不定期出演するようになる。2010年1月4日放送の特番「2010年最初の激闘! インテリ芸能人50人集結 第2回芸能界最強漢字王決定戦3時間SP!!」では、予選第3ラウンドの団体戦で敗退するも、敗者復活戦で勝ちあがり、決勝でロザン宇治原との一騎討ちを征し優勝[6]。決勝〜優勝時の番組放送時間帯には人力舎の公式サイトがアクセス数過多によりサーバーダウンし、放送日から翌日の2日間「シンデレラ畠山」という検索ワードがyahoo!急上昇ワードランキング1位を取った。また、2010年9月20日放送分のQさまの第3回目の漢字王決定戦でも村井美樹に勝利し、連覇を飾った。しかし、2011年10月10日放送分のQさまの第4回目の漢字王決定戦では準決勝で敗退し、3連覇の夢は潰えた。
- 人力舎には下部組織「JCAプロモーション」があり、スクールJCAを卒業した芸人はまずここに所属して事務所ライブ等をこなし、有望なユニットが人力舎に所属するというシステムを採っているが、シンデレラは同期や後輩と比べ事務所所属を見送られる期間が長く続いていた。そんな中2009年1月2日の事務所ライブのトークコーナーにて、畠山が「同期（JCA14期）で自分達だけがまだ事務所に所属出来ていない」という悩みをMCの東京03に話すと、東京03飯塚が「所属なんて何かの番組にひっかかったり、ちょっとしたキッカケがあればすぐになれる」と励ました。その翌月に畠山が「Qさま!!」初出演でやくみつるを漢字クイズで破り、晴れて事務所所属を果たした。

## 出演

### テレビ
- クイズプレゼンバラエティー Qさま!!（テレビ朝日）畠山のみ
- 熱血!平成教育学院（フジテレビ）畠山のみ
- 爆笑トライアウト（NHK）
  - 会場審査は8位（249TP）、視聴者投票は8位（244票）。
- クイズ$ミリオネア（フジテレビ、2010年12月7日）出場していた北陽・虻川美穂子の出演時のテレフォンでの出演。
- おとなの学力検定スペシャル小学校教科書クイズ!（日本テレビ、2010年12月26日）畠山のみ
- 超タイムショック!!最強クイズ 王決定戦‼︎（テレビ朝日、2011年4月14日・10月13日・12月21日・2012年1月12日・4月11日・7月24日）畠山のみ
- クイズ ビンゴ★ライン（テレビ朝日、2011年5月1日）
- AKBINGO!（日本テレビ、2012年5月16日）茂木のみ
- アラサーちゃん 無修正 第9話（テレビ東京、2014年9月20日）畠山のみ

### ラジオ
- GAKU-Shock（TBSラジオ・ABCラジオ、2010年3月21日）畠山のみ
- 宮川賢のおはよう!スプーン（ラジオ日本、水曜日第5週・2011年6月 - 2012年8月）畠山のみ

### ライブ
レギュラー出演
｢バカ爆走!」- 人力舎が毎月1 - 6日に新宿Fu-にて開催している若手ライブ。
｢Spark」- 人力舎が毎月第三月曜 - 木曜に、西新宿ハーモニックホールにて開催している若手ライブ。